# Mavi García
Margarita Victoria García Cañellas (Palma de Mallorca, 2 de enero de 1984), más conocida como Mavi García, es una duatleta y ciclista profesional española. Ganó tres medallas en el Campeonato Mundial de Duatlón en los años 2016 y 2017, y una medalla en el Campeonato Europeo de Duatlón de 2017. En 2025, se convirtió en la primera ciclista española en conseguir una victoria de etapa en la historia del Tour de Francia Femenino.

## Biografía deportiva

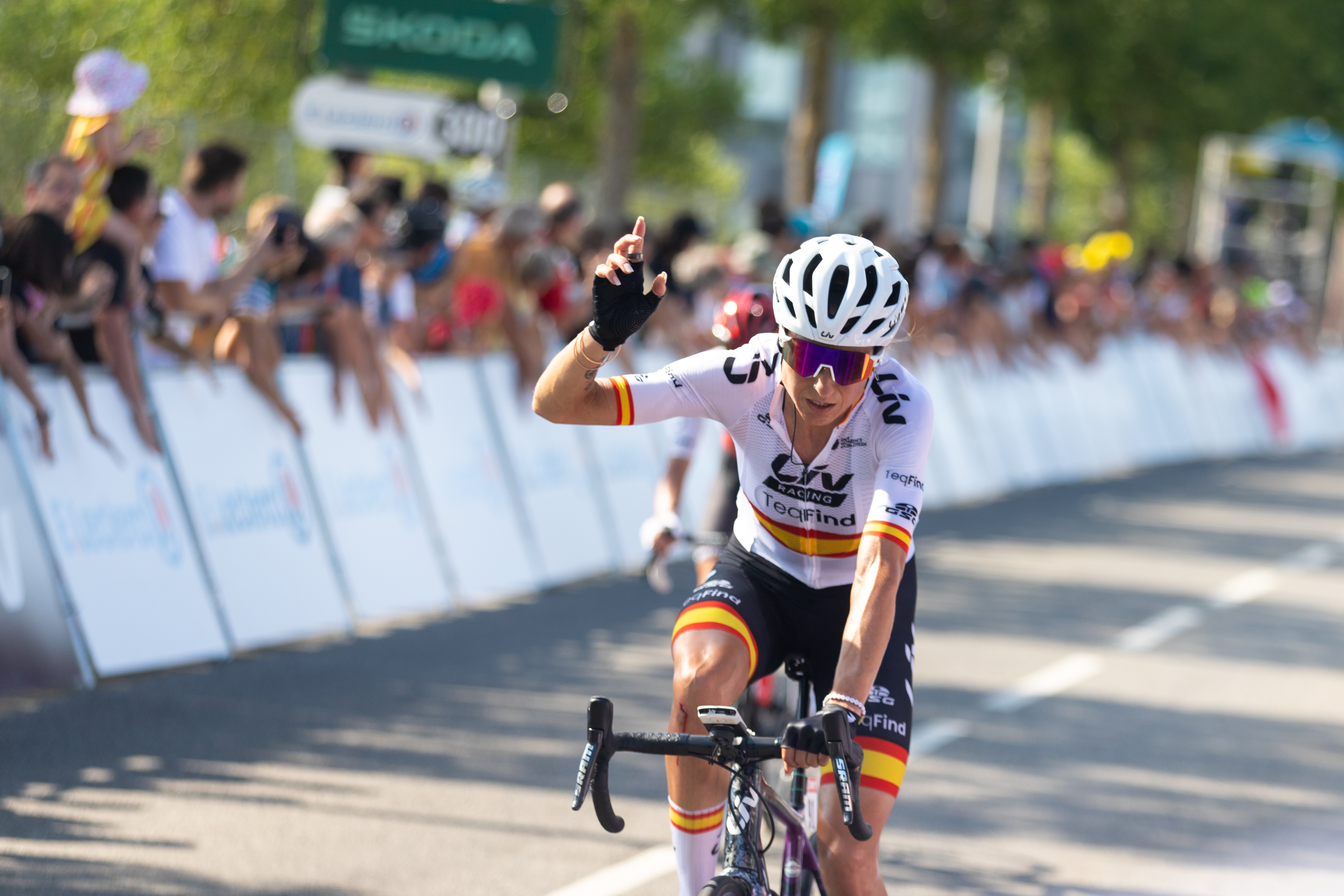
García terminando una etapa en el Tour de Francia Femenino del año 2023

### Del duatlón al ciclismo
Especialista en duatlón -con tres Campeonatos de España de Duatlón de Larga Distancia (2015, 2016 y 2017)-; en 2015, gracias a una concentración a la que fue invitada por el equipo ciclista Bizkaia-Durango, fue incorporada a las filas de dicho equipo para correr el calendario profesional ciclista desde marzo de 2015. Poco después de hacerse con su primer campeonato nacional de duatlón si bien ya había firmado por dicho equipo unos días antes.
En su primer mes como ciclista logró su primera victoria a nivel regional.

### Destacando en el ciclismo
Durante la temporada 2015 fue elegida por su equipo de ciclismo para correr varias carreras internacionales logrando acabar la Flecha Valona Femenina (carrera de máxima categoría puntuable para la Copa del Mundo) -su segunda carrera profesional- y siendo top-30 en las dos españolas (la Durango-Durango Emakumeen Saria y Emakumeen Euskal Bira). Debido a su buena progresión fue seleccionada por la Selección de España para correr el Gran Premio San Luis Femenino 2016 y el Tour Femenino de San Luis 2016 pero sufrió una grave caída en el Tour de San Luis tras acabar 15.ª en el Gran Premio.

### Varios top-20 en el ciclismo y medallas mundialistas en duatlón
Ante sus buenas expectativas deportivas en abril de 2016, con 32 años, la deportista comunicó que se iba a dedicar profesionalmente al deporte tras pedir una excedencia de un año en su trabajo que compaginaba con la actividad deportiva desde hace 12 años. Eso fue un día después de vencer en la primera prueba de la Copa de España de Ciclismo 2016 (su tercera prueba de la temporada tras recuperarse de la caída sufrida en San Luis). En sus tres siguientes carreras ciclistas de categoría profesional acabó entre las 20 mejores. Una semana después de su último top-20 internacional en ciclismo fue tercera en el Campeonato Mundial de Duatlón y campeona en la prueba de relevos.

## Medallero internacional
| Campeonato Mundial | Campeonato Mundial | Campeonato Mundial | Campeonato Mundial |
| Año                | Lugar              | Medalla            | Prueba             |
| ------------------ | ------------------ | ------------------ | ------------------ |
| 2016               | Avilés (España)    | Medalla de oro     | Relevo mixto       |
| 2016               | Avilés (España)    | Medalla de bronce  | Individual         |
| 2017               | Penticton (Canadá) | Medalla de plata   | Individual         |
| Campeonato Europeo |                    |                    |                    |
| Año                | Lugar              | Medalla            | Prueba             |
| 2017               | Soria (España)     | Medalla de plata   | Individual         |

## Palmarés

### Duatlón
2013
- 3.ª en el Campeonato de España

2014
- 2.ª en el Campeonato de España

2015
- Campeonato de España Larga Distancia
- 2.ª en el Campeonato de España

2016
- Campeonato de España Larga Distancia
- 3.ª en el Campeonato Mundial
- Campeonato Mundial Relevo Mixto

2017
- Campeonato de España Larga Distancia
- Campeonato de España por Equipos
- 2.ª en el Campeonato Europeo
- 2.ª en el Campeonato Mundial

### Ciclismo
2016
- 3.ª en el Campeonato de España Contrarreloj
- Campeonato de España en Ruta
- Vuelta a Burgos Féminas

2017
- 2.ª en el Campeonato de España Contrarreloj
- 2.ª en el Campeonato de España en Ruta

2018
- Campeonato de España Contrarreloj
- 3.ª en el Campeonato de España en Ruta

2020
- Campeonato de España Contrarreloj
- Campeonato de España en Ruta
- 2 etapas del Tour Cycliste Féminin International de l'Ardèche

2021
- Campeonato de España Contrarreloj
- Campeonato de España en Ruta
- Giro de Emilia

2022
- 1 etapa de la Vuelta a Burgos Féminas
- Campeonato de España Contrarreloj
- Campeonato de España en Ruta
- 3.ª en el Giro de Italia Femenino
- Gran Premio de Plouay

2023
- 2.ª en el Campeonato de España Contrarreloj
- Campeonato de España en Ruta

2024
- Vuelta a Andalucía, más 1 etapa
- 3.ª en el Campeonato de España Contrarreloj
- 3.ª en el Campeonato de España en Ruta

2025
- 2.ª en el Campeonato de España en Ruta
- 1 etapa del Tour de Francia

## Resultados en Grandes Vueltas y Campeonatos del Mundo
Durante su carrera deportiva ha conseguido los siguientes puestos en las Grandes Vueltas femeninas y en los Campeonatos del Mundo en carretera:

### Grandes Vueltas
| Carrera | Carrera         | 2015 | 2016 | 2017 | 2018 | 2019 | 2020 | 2021 | 2022 | 2023 | 2024 | 2025 |
| ------- | --------------- | ---- | ---- | ---- | ---- | ---- | ---- | ---- | ---- | ---- | ---- | ---- |
|         | Giro de Italia  | —    | 16.ª | —    | 11.ª | —    | 9.ª  | 5.ª  | 3.ª  | 7.ª  | 9.ª  | —    |
|         | Tour de Francia | X    | X    | X    | X    | X    | X    | X    | 10.ª | Ab.  | 26.ª | 27.ª |
|         | Vuelta a España | —    | 23.ª | —    | —    | —    | —    | 21.ª | 13.ª | 9.ª  | 20.ª | 18.ª |

—: no participa

Ab.: abandono

X: ediciones no celebradas

La Vuelta a España Femenina conocida como Challenge by La Vuelta de 2015 a 2022.

### Campeonatos y JJ. OO.
| Carrera            | Especialidad | 2015 | 2016         | 2017         | 2018         | 2019         | 2020         | 2021         | 2022         | 2023         | 2024         | 2025         |
| ------------------ | ------------ | ---- | ------------ | ------------ | ------------ | ------------ | ------------ | ------------ | ------------ | ------------ | ------------ | ------------ |
| Juegos Olímpicos   | Ruta         | ND   | —            | No disputado | No disputado | No disputado | No disputado | 12.ª         | No disputado | No disputado | 6.ª          | ND           |
| Juegos Olímpicos   | Contrarreloj | ND   | —            | No disputado | No disputado | No disputado | No disputado | 23.ª         | No disputado | No disputado | —            | ND           |
| Campeonato Mundial | Ruta         | —    | —            | 32.ª         | 19.ª         | 25.ª         | 18.ª         | 29.ª         | 25.ª         | 10.ª         | Ab.          |              |
| Campeonato Mundial | Contrarreloj | —    | —            | —            | 30.ª         | —            | —            | —            | —            | —            | —            |              |
| Campeonato Europeo | Ruta         | X    | 17.ª         | —            | —            | —            | 41.ª         | —            | —            | —            | —            |              |
| Campeonato Europeo | Contrarreloj | X    | —            | —            | —            | —            | —            | —            | —            | —            | —            |              |
| Juegos Europeos    | Ruta         | —    | No disputado | No disputado | No disputado | —            | No disputado | No disputado | No disputado | X            | No disputado | No disputado |
| Juegos Europeos    | Contrarreloj | —    | No disputado | No disputado | No disputado | —            | No disputado | No disputado | No disputado | X            | No disputado | No disputado |
| España             | Ruta         | —    | 1.ª          | 2.ª          | 3.ª          | —            | 1.ª          | 1.ª          | 1.ª          | 1.ª          | 3.ª          | 2.ª          |
| España             | Contrarreloj | —    | 3.ª          | 2.ª          | 1.ª          | —            | 1.ª          | 1.ª          | 1.ª          | 2.ª          | 3.ª          | 5.ª          |

—: No participa
Ab.: Abandona

X: No se disputó

## Equipos
- Bizkaia-Durango (2015[23] -2017)
- Movistar Team (2018-2019)
- Alé/UAE[24] (2020-2022)
  - Alé BTC Ljubljana (2020-2021)
  - UAE Team ADQ (2022)
- Liv Racing TeqFind (2023)
- Liv AlUla Jayco (2024-)